# ترامونتی دی سوتو
ترامونتی دی سوتو (به ایتالیایی: Tramonti di Sotto) یک کومونه در ایتالیا است که در استان پوردنونه واقع شده‌است.

## خصوصیات
ترامونتی دی سوتو ۸۴٫۶ کیلومترمربع مساحت و ۴۴۴ نفر جمعیت دارد و ۳۶۶ متر بالاتر از سطح دریا واقع شده‌است.